# Tervasaari
Tervasaari (en suédois : Tjärholmen, signifiant en français : L'île au goudron) est une île du quartier de Kruununhaka à Helsinki la capitale de la Finlande.

## Histoire
Tervasaari (Terva, le nom finnois pour le goudron) a reçu son nom des stocks des marchands de goudron de pin qui se trouvaient sur l'île. Dans les années 1640 l'île s'appelait Tiäruholmen (Tjära, le nom suédois pour le goudron). Le nom Tervasaari devient officiel à la fin du XIXe siècle.

## Galerie

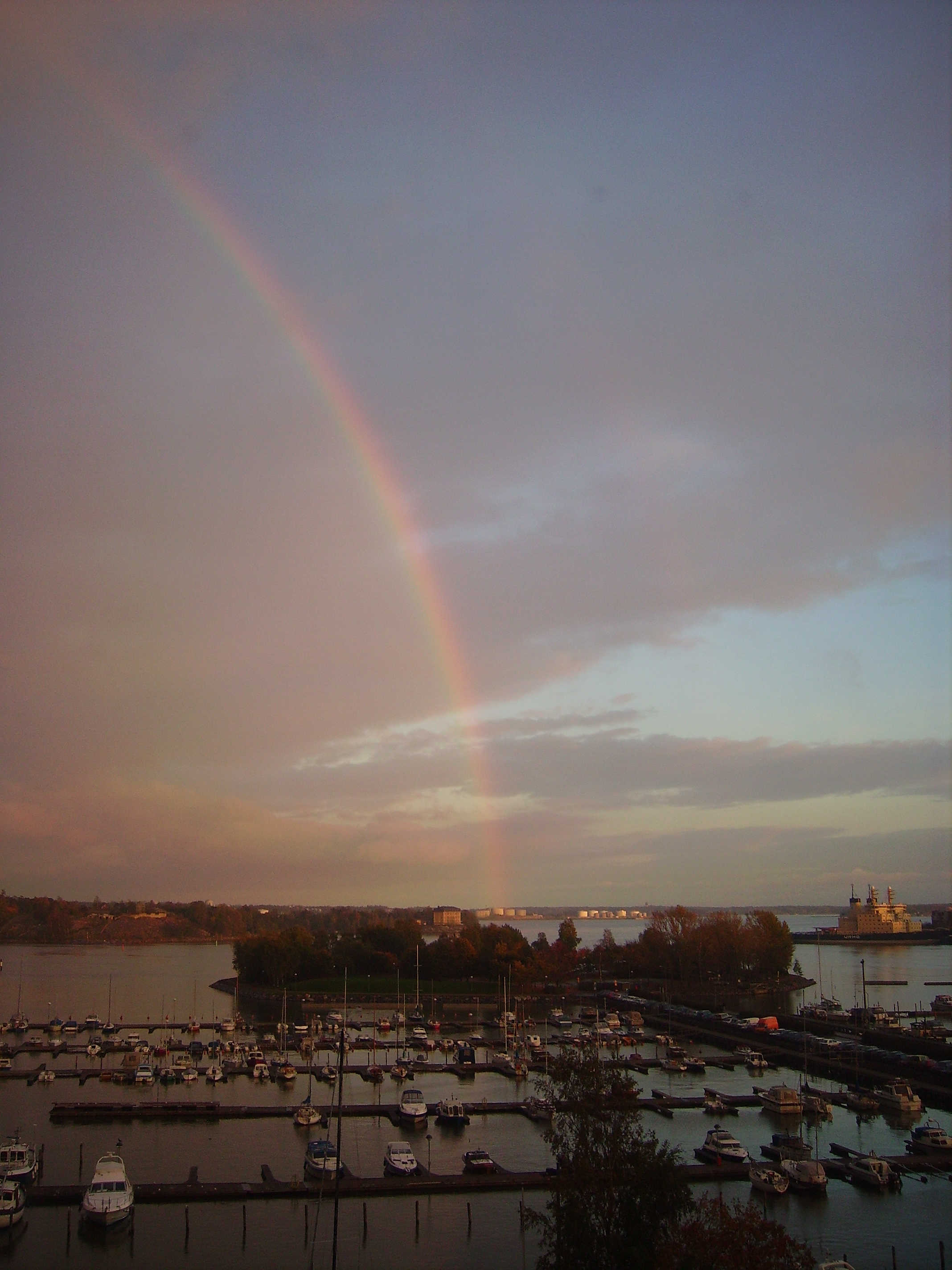
L'île de Tervasaari en automne.
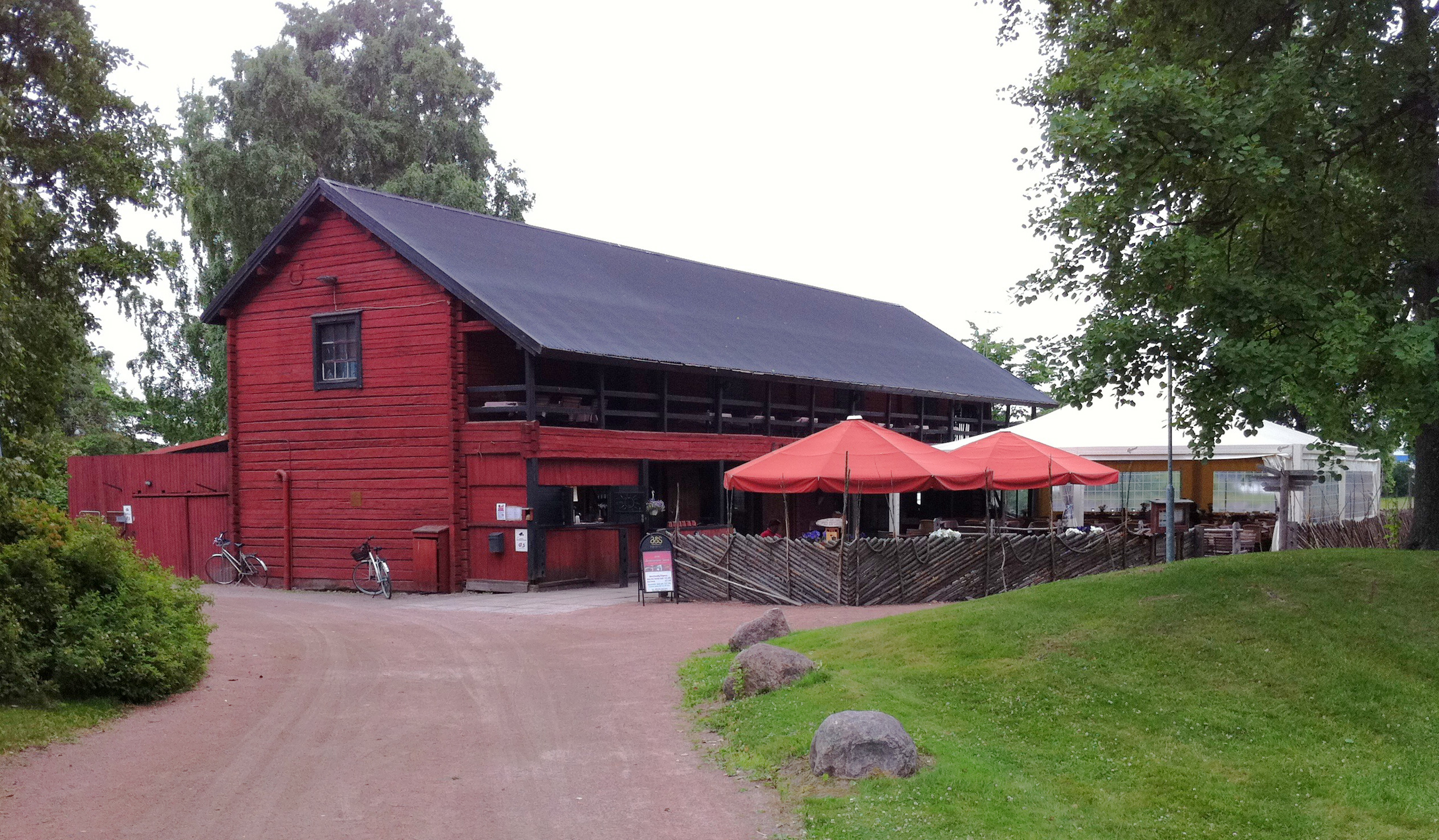
Le restaurant Savu.